# Roch Morcinek
Roch Jan Morcinek (ur. 14 sierpnia 1903 w Małachowie-Wierzbiczanach, zm. 23 czerwca 1968 w Gdańsku) – polski historyk, archiwista, podpułkownik Wojska Polskiego.

## Życiorys
Urodził się 14 sierpnia 1903 w Małachowie-Wierzbiczanach jako syn Franciszka i Jadwigi z domu Sylla. W połowie 1932 uzyskał tytuł magistra filozofii w zakresie historii na Uniwersytecie Poznańskim. Od 13 lutego 1933 był nauczycielem kontraktowym zatrudnionym w Państwowym Gimnazjum im. Karola Marcinkowskiego w Poznaniu. Uzyskał stopień naukowy doktora pod kierunkiem prof. Adama Skałkowskiego, z którego córką Elżbietą ożenił się. Na stopień podporucznika został mianowany ze starszeństwem z 1 stycznia 1930 i 222. lokatą w korpusie oficerów rezerwy piechoty. W 1934 posiadał przydział w rezerwie do 59 Pułku Piechoty Wielkopolskiej w Inowrocławiu.
Od 1935 był zatrudniony w Archiwum Wojskowym. Po wybuchu II wojny światowej podczas kampanii wrześniowej uczestniczył w ewakuacji Warszawskiego Archiwum Państwowego, przewożeniu jego zbiorów i ulokowaniu w Ambasadzie RP w Bukareszcie.
Po ucieczce z rumuńskiego obozu internowania w Bals i przedostaniu się na Zachód został w grudniu 1939 żołnierzem Wojska Polskiego we Francji, w stopniu podporucznika służąc w 4 kompanii ckm 1 batalionu grenadierów w składzie 1 Pułku Grenadierów Warszawy, uczestniczącego w kampanii francuskiej. W czasie walk w Lotaryngii w czerwcu 1940 dostał się do niewoli i do lutego 1945 był jeńcem w Oflagu II C Woldenberg.
Od kwietnia 1945, w stopniu podporucznika został kierownikiem stworzonej w Gdańsku-Oliwie komórki archiwalnej Wojskowego Instytutu Naukowo-Wydawniczego pod nazwą „Wojsko Polskie, Naczelne Dowództwo, WINW, Placówka Gdańsk-Oliwa” (później przemianowanej na Centralne Archiwum Wojskowe, którego akta do końca 1949 zostały przeniesione do Wesołej pod Warszawę). W roku 1945 awansowany na stopień kapitana, w 1946 majora, a w 1948 podpułkownika.
Od kwietnia 1950 był kustoszem w Wojewódzkim Archiwum Państwowym w Gdańsku, a od października 1961 był jego dyrektorem.
Był samodzielnym pracownikiem naukowo-badawczym. 
Zmarł 23 czerwca 1968 w Gdańsku. Pogrzeb odbył się 26 czerwca 1968 na cmentarzu Oliwskim (kwatera 14-3-12).

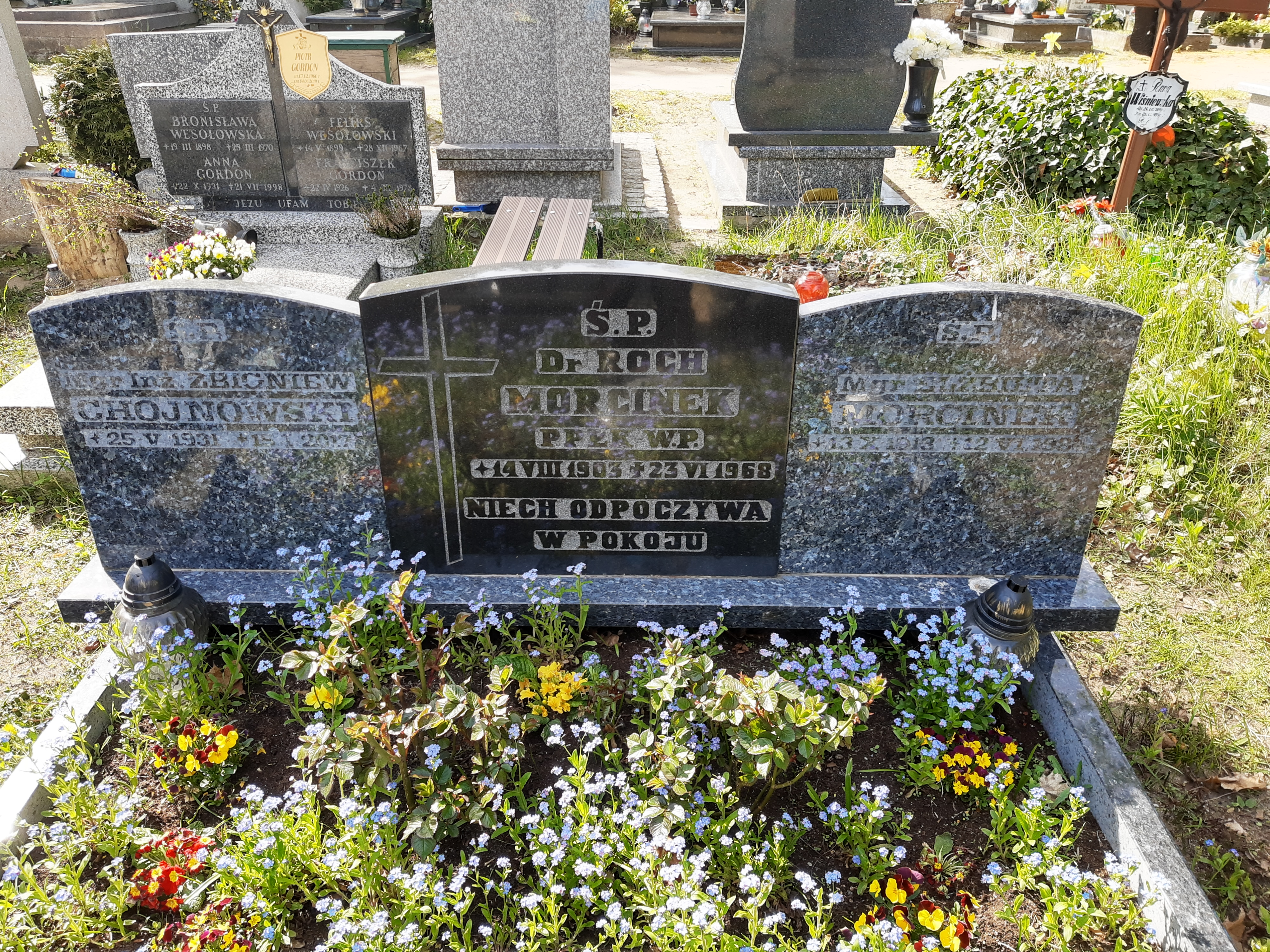
Grób Rocha Morcinka na Cmentarzu Oliwskim

## Publikacje
- Gdynia (1946)[11]
- Akty powstania Kościuszki, T.3, wyd. Włodzimierz Dzwonkowski, Emil Kipa, Roch Morcinek (Wrocław-Kraków, 1955)
- Uczestnicy powstania listopadowego 1831 r. w Elblągu i na Powiślu ("Rocznik Elbląski", Gdynia, T.2: 1963)
- Pamiętnik Karola Glogera z pobytu na Żuławach w 1831r. ("Rocznik Elbląski", Gdynia, T.3: 1966)

## Ordery i odznaczenia
- Krzyż Kawalerski Orderu Odrodzenia Polski
- Medal Zwycięstwa i Wolności 1945
- Złoty Krzyż Zasługi – dwukrotnie (po raz pierwszy w 1946[12], po raz drugi w 1955[13])
- Medal 10-lecia Polski Ludowej (1955)[14]